# Glossosoma spoliatum
Glossosoma spoliatum är en nattsländeart som beskrevs av Mclachlan 1879. Glossosoma spoliatum ingår i släktet Glossosoma och familjen stenhusnattsländor. Inga underarter finns listade i Catalogue of Life.